# Fort Hunter Liggett
Fort Hunter Liggett est une census-designated place du comté de Monterey, dans l'État de Californie, aux États-Unis,. En 2020, elle compte une population de 250 habitants.
Il est créé en 1940 et nommé en 1941 en l'honneur du général Hunter Liggett.
Le fort comprenait à l'origine 200 000 acres (81 000 hectares), à sa taille au début du 21e siècle et de 167 000 acres (68 000 hectares).
Il s'agit de la plus grande base, en superficie, de l'United States Army Reserve. Elle est utilisée pour des exercices de tir réels.